# 程叔達
程叔達（?—?），字元诚，黟南山人。
先祖是重黎氏，精通经史子集，绍兴十二年（1142年）陈诚之榜进士，任兴国军光化教授。通判临安府，知通州。主张抗金。著有《玉堂制草》9 卷。